# Кіпукамайок

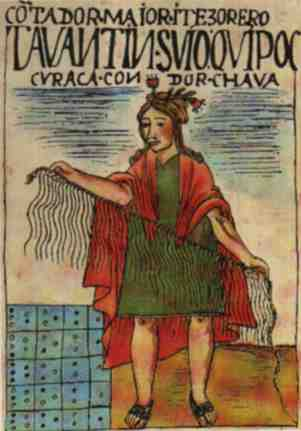
Кіпукамайок

Кіпукамайок (khipu kamayuq) — державний чиновник в імперії інків Тауантінсую. Його посада перекладається як «той, хто займається кіпу», іспанці називали їх «регістраторами кіпу». Займався статистичним обліком усіх сфер життя імперії та її мешканців. Цю посаду також розглядали як рахівників або бухгалтерів.

## Характеристика
Систему кіпукамайоків було впроваджено імператором Пачакутеком. Належали до найбільш шанованих чиновників імперії. Про систему підготовки кіпукамайоків ще не достатньо відомостей. Вони належали до своєрідної корпорації кіпукамайоків, де отримували перші знання з читання кіпу. Водночас не могли стати у молодому віці, необхідимо пройти були визначені шаблі. Кіпукамайоками ставали у віці близько 50-60 років.
Кіпукамайоки володіли добре натренованої пам'яттю. Це забезпечував досить радикальний процес — будь-яка помилка або пропуск каралися смертю. Кожен представник групи кіпукамайоків спеціалізувався на читанні який-небудь однієї категорії мотузочок: релігійних (їх називали вількакамайок), військових, економічних і таке ін., і був зобов'язаний навчити цьому свого сина, якому належало продовжити справу батька. Для кращого запам'ятовування записів кіпукамайок складав вірші і читав їх речитативом.
Систематичну обробку матеріалу вів сам кіпукамайок, робив це усно і вручну. Точно так само усно і вручну інформація витягалася з кіпу. Іспанці, які зіткнулися в реальному житті з кіпу були буквально приголомшені тією швидкістю і точністю з якою їм видавалася інформація. Взявши кіпу в руки, кіпукамайок відразу ж починав читати інформацію, що містилася в нитках і вузлах.
Система кіпукамайоків була доволі централізована. Працівники нижчої ланки збирали базову статистику по своїх районах і передавали вищестоящим чиновникам, які зводили все воєдино. Стадія за стадією, підрахунки з усієї імперії сходилися в столиці, де їх обробляло імперські кіпукамайоки на кшталт центрального статистичного бюро.
Кіпукамайоки були в кожному селищі. Навіть у найменшому з них було не менше 4 кіпукамайоків. Вони займалися обліком і зберіганням кіпу. Вони ж на вимогу відповідного начальника в будь-який момент видавали необхідну інформацію. Усі кіпу виготовлялися відразу у кількох примірниках, один з яких зберігався на місці, а інші вирушали вищестоящому начальству. На чолі інституту кіпукамайоків стояв Інкап Кіпукамайокнін Чільке Інка, особистий секретар Сапа Інки, зобов'язаного в будь-який момент доповісти імператору стан справ у державі. До найближчих помічників Інкап Кіпуамайокнін Чільке Інці належали старший кіпукамайок, що відповідав за державний облік, кіпукамайоки «чвертів» імперії.
Кіпукамайокі фіксували буквально все до останнього плодоносного дерева. Крім різного роду підрахунків, кіпукамайоки також реєстрували історичні факти й релігійні обряди. У деяких районах вони супроводжувалися системою насічок на шматочках дерева і каменях або деревинками з видовбаними в них отворами, куди поміщалися камінчики, насіння або боби.
Для того щоб запобігти зловживанням кіпукамайоків, існувала служба особливих інспекторів. Зазвичай ними призначалися люди з числа знатних інків, які несли відповідальність безпосередньо перед троном. Вони іноді подорожували інкогніто по великої імперії, перевіряючи роботу місцевого чиновництва, зокрема й кіпукамайоками.